# Stichaeus fuscus
Stichaeus fuscus és una espècie de peix de la família dels estiquèids i de l'ordre dels perciformes.

## Descripció
- Fa 7,8 cm de llargària màxima.[4][8]

## Hàbitat i distribució geogràfica
És un peix marí, demersal (entre 8 i 75 m de fondària) i de clima temperat, el qual viu al Pacífic nord-occidental: les aigües costaneres que s'estenen des del sud del mar d'Okhotsk (Hokkaido) i el sud de les illes Kurils fins al mar del Japó (Honshu) i la badia de Pere el Gran.

## Observacions
És inofensiu per als humans.